# Rubén Stiglitz
Rubén Saúl Stiglitz Guerschmann (La Plata, Provincia de Buenos Aires, 2 de febrero de 1934 - Buenos Aires, 5 de junio de 2018) fue un jurista argentino, reconocido por sus aportes a la Teoría General del Contrato.

## Primeros años
Rubén Stiglitz nació el 2 de febrero de 1934 en La Plata, Buenos Aires, Argentina. Era padre de otro reconocido jurista argentino, Gabriel Stiglitz. Hijo de dos inmigrantes judíos, Adolfo Stiglitz, polaco, y Fanny Guerschman, rusa. En 1950 terminó sus estudios secundarios en el Colegio Nacional de La Plata. En 1956 obtuvo su título de Abogado en la Facultad de Ciencias Jurídicas y Sociales de la Universidad Nacional de La Plata. En 1957 se casó con la escribana Nelly Kety Kovalivker con quien tuvo 3 hijos, 6 nietos y 1 bisnieto.

## Trayectoria
En 1988 se graduó como Doctor en Ciencias Jurídicas y Sociales en la Facultad de Derecho y Ciencias Sociales de la Universidad Nacional de Buenos Aires.
Fue Profesor Titular de Derecho Civil III "Contratos" en la Facultad de Ciencias Jurídicas y Sociales de la Universidad Nacional de La Plata (1989-1996) y en la Facultad de Derecho y Ciencias Sociales de la Universidad de Buenos Aires (1997-2004) y es profesor titular consulto de la Facultad de Derecho de la Universidad de Buenos Aires desde el año 2000 y profesor titular emérito de la misma facultad desde 2016.
Fue profesor invitado en numerosas universidades de Europa y América Latina: en la Facultad de Derecho de la Universidad Complutense de Madrid, España (1990), en la Facultad de Derecho de la Universidad Autónoma de Madrid, España (1990), en la Facultad de Jurisprudencia de la Universidad del Rosario,  en la Facultad de Ciencias Jurídicas de la Pontificia Universidad Javeriana de Bogotá, Colombia (1998), en la Facultad de Derecho y Ciencias Sociales de la Universidad Católica de Cuyo (2005).
Fue Miembro Titular de la rama argentina de la Asociación Internacional de Derecho de Seguros (A.I.D.A) y de la Asociación Argentina de Derecho Comparado, y Miembro Correspondiente del Instituto de Derecho Notarial de la Facultad de Ciencias Jurídicas y Sociales de la Universidad Nacional de La Plata, del Instituto de Derecho Civil de la Academia Nacional de Derecho y Ciencias Sociales de Buenos Aires y del Instituto de Derecho Empresarial de la Academia Nacional de Derecho.
Desde 2004 es Socio Honorario de la Asociación Colombiana de Derecho de Seguros (ACOLDESE) y desde 2008 es Profesor Honorario de la Universidad de Mendoza. Desde 2016 fue nombrado Profesor Emérito en la Facultad de Derecho de la Universidad de Buenos Aires.
Fue autor de numerosas obras sobre Teoría General del Contrato, Derecho de Seguros, Derecho del consumidor y Contratos civiles y comerciales. Además fue panelista invitado a diversos congresos de Derecho Civil en distintos países del mundo.

## Premios, reconocimientos y últimos años
En 1998 recibió el 'Premio Academia Nacional de Derecho y Ciencias Sociales de Buenos Aires' por decisión unánime del Jurado, designado por dicha Academia, otorgado a la mejor obra jurídica publicada en el bienio 1997-1998 ("Derecho de Seguros").
En noviembre de 2007, en el marco de las 'V Jornadas Platenses de Derecho de Seguros y Responsabilidad Civil', organizadas por el Colegio de Abogados de La Plata, se le rindió homenaje especial a Rubén Stiglitz, junto a los juristas Aída Kemelmajer y Jorge Mosset Iturraspe.
En octubre de 2008 se realizó el 'XI Congreso Argentino y Jornadas Internacionales de Derecho del Consumidor', organizado por la Facultad de Derecho de Universidad Católica de Cuyo, en la ciudad de San Juan, en homenaje al Dr. Rubén S. Stiglitz.
En mayo de 2014, se le realizó un homenaje en la ciudad de Villa Carlos Paz, Provincia de Córdoba, en el marco de un congreso nacional de derecho de seguros.
En octubre de 2015, en las 'Jornadas sobre Derecho del Consumidor', organizadas por la Asociación de Magistrados y Funcionarios Judiciales en Santiago del Estero, se le hizo un homenaje en “reconocimiento por su invaluable trayectoria y aporte al enriquecimiento jurídico”.
El 10 de noviembre de 2015 se le realizó un homenaje en Medellín, Colombia, en el marco de un congreso internacional de seguros, AIDA Colombia.
En mayo de 2016, se le realizó un homenaje en la ciudad Santa Cruz de la Sierra, Bolivia, en el marco de un congreso internacional de Seguros, organizado por AIDA Bolivia.
El 23 de septiembre de 2016, en el marco del XVI Congreso Nacional de Derecho de Seguros, la Asociación Internacional de Derecho de Seguros (A.I.D.A) le realizó un homenaje en la ciudad de La Plata.
En octubre de 2017 se le realizó un homenaje en San Pablo, Brasil, en el marco del análisis del proyecto de la ley de seguros, impulsado por el Instituto Brasileiro de Direito de Seguros (IBDS)
En abril de 2018 fue declarado Ciudadano Destacado de la Ciudad de La Plata por el Honorable Concejo Deliberante de la Ciudad de La Plata.
Falleció en su casa en Buenos Aires, el 5 de junio de 2018 a la edad de 84 años.

## Participación en la elaboración del Código Civil y Comercial de la Nación
En 2012, Rubén Stiglitz integró la 'Comisión para la elaboración del Proyecto de ley de Reformas, Actualización y Unificación del Código Civil y Comercial de la Nación (Argentina)', designado por los Dres. Ricardo Lorenzetti, Elena Highton de Nolasco y Aída Kemelmajer de Carlucci, como colaborador en la redacción de la Teoría General del Contrato, proyecto que se materializó en el actual Código Civil y Comercial de la Nación (Argentina).

## Obras
1)    "Cargas y caducidades en el Derecho de Seguros", Librería Jurídica, La Plata, 1972, con prólogo de Isaac Halperin
2) "Caracteres jurídicos del contrato de seguro", Astrea, Bs. As., 1978, con prólogo de A.M.Morello
3) "El siniestro", ASTREA, Bs. As., 1980
4)  "El seguro contra la responsabilidad civil profesional de los médicos" en coautoría con F.A. Trigo Represas, Astrea, Bs. As., 1983
5)  "Contratos por adhesión, cláusulas abusivas y protección al consumidor", en coautoría con Gabriel A. Stiglitz, Depalma, Bs. As., 1985
6) Contrato de seguro", en coautoría con Gabriel A. Stiglitz, La Rocca, Bs. As., 1988
7) "Contratos. Teoría general" (Director y autor de obra colectiva de Cátedra), Depalma, Bs. As., t. I, 1990 y t. II, 1993
8) "Seguro contra la responsabilidad civil", en coautoría con Gabriel A. Stiglitz, Abeledo-Perrot, Bs. As., 1991, 2.ª ed. 1994 (actualizada)
9) "Objeto, causa y frustración del contrato", Depalma, Bs. As., 1992
10) "Autonomía de la voluntad y revisión del contrato", Depalma, Bs. As., 1992
11) "Responsabilidad precontractual", en coautoría con Gabriel A. Stiglitz, Abeledo-Perrot, 1992
12) "Seguro automotor obligatorio", en coautoría con Gabriel A. Stiglitz, Abeledo-Perrot, Bs. As., 1993
13) "Comentarios a la Ley de Defensa del Consumidor, Ley 24240", Juris, Rosario, 1993
14) "Seguro y Mercosur", Abeledo-Perrot, Bs. As., 1994
15) "Reformas al Código civil. Contratos. Teoría general", Abeledo-Perrot, 1994
16) "Cláusulas abusivas en el contrato de seguro", Abeledo-Perrot, 1994
17) "Derechos y Defensa del Consumidor", en coautoría con Gabriel A. Stiglitz, La Rocca, Bs. As., 1994
18) "Derecho de Seguros", Bs. As., 1997, dos tomos; 2.ª edición actualizada, 1998 (Premio Academia Nacional de Derecho a la mejor obra publicada en el bienio 1997/1998); 3a. edición, Abeledo-Perrot, marzo del 2001; 4.ª. ed., tres tomos, actualizada y ampliada, La Ley, julio del 2004; 4.ª. ed., primera reimpresión, febrero del 2005; 5.ª edición ampliada, 4 tomos, La Ley 2008
19) "Contratos civiles y comerciales. Teoría general", dos tomos, Abeledo-Perrot, 1998/1999
20)     "Reformas a la Ley de Seguros. Análisis crítico y jurisprudencial", La Ley, 2001
21)     “Teoría y Práctica del Derecho de Seguros”, La Ley, 2005. 
22) “Derecho de Seguros”, La Ley, Bs. As., 2008, 4 tomos, 4to.tomo en coautoría con el Dr. Gabriel A. Stiglitz
23) “Contratos civiles y comerciales”, 2 tomos,  La Ley, Bs. As. 2010. El tomo II en coautoría con los Dres. Gabriel A. Stiglitz; Gustavo Caramelo Díaz y María T. Acquarone 
24) “Temas de Derecho de Seguros”, ed. Facultad de Ciencias Jurídicas de la Pontificia Universidad Javeriana, 2010, Bogotá, Colombia
25) “Ley de Seguros, comentada y anotada”, La Ley, Buenos Aires, diciembre del 2011
26) “Contratos por adhesión, cláusulas abusivas y protección al consumidor”, en coautoría con Gabriel A. Stiglitz, La Ley,  2012
27) “Contratos en el nuevo Código civil y comercial. Parte general”, La Ley, agosto del 20128) “Teoría y Práctica del Derecho de Seguros”, La Ley, 2005.
28) “Derecho de Seguros”, La Ley, Bs. As., 2008, 4 tomos, 4.º.tomo en coautoría con el Dr. Gabriel A. Stiglitz
29) “Contratos civiles y comerciales”, 2 tomos,  La Ley, Bs. As. 2010. El tomo II en coautoría con los Dres. Gabriel A. Stiglitz; Gustavo Caramelo Díaz y María T. Acquarone 
30) “Temas de Derecho de Seguros”, ed. Facultad de Ciencias Jurídicas de la Pontificia Universidad Javeriana, 2010, Bogotá, Colombia
31) “Ley de Seguros, comentada y anotada”, La Ley, Buenos Aires, diciembre del 2011
32) “Contratos por adhesión, cláusulas abusivas y protección al consumidor”, en coautoría con Gabriel A. Stiglitz, La Ley,  2012
33) “Contratos en el nuevo Código civil y comercial. Parte general” (Director), La Ley, agosto del 2015-10-09 
34) Contratos en el nuevo Código civil y comercial. Contratos en particular”, 2 tomos,  (Director) 
35) “Contratos civiles y comerciales”, 3ª edición, dos tomos,  La Ley, septiembre del 2015. El tomo II, en coautoría con los Dres Gabriel Stiglitz, Gustavo Caramelo Díaz y Ricardo Rocca